# 角川文庫Fシリーズ
角川文庫Fシリーズ（かどかわぶんこエフシリーズ）は、かつて角川書店から刊行されていた文庫レーベル名の一つ。1989年創刊、1992年休刊。

## 概要
1989年11月に「角川文庫・赤帯（外国文学）」が著者50音順番号に移行する際に、海外翻訳作品の中からSFとファンタジー作品を分割してできたレーベルである。『電脳惑星1　ロボット・シティを探せ！』（アイザック・アシモフ&マイクル・P・キュービー＝マクダウエル）がレーベル第一号。
しかし、当初のSF中心からファンタジー中心への路線変更や、売れ行きの不振によるシリーズの中断が相次いだことにより、1992年8月刊行の『ドラッケンフェルズ』（ジャック・ヨーヴィル）を最後にレーベルとしての刊行を休止した。レーベルの休止後に『アーク島年代記』『アーク島年代記II』（ジョナサン・ワイリー）は角川スニーカー文庫に移動した。ライトノベルを意識してイラストを多用しているのが特徴である。

## 角川文庫Fシリーズ作品一覧
| シリーズタイトル           | 巻数       | 著者                                              | 訳者                | イラスト                               |
| -------------------------- | ---------- | ------------------------------------------------- | ------------------- | -------------------------------------- |
| アーク島年代記             | 全6巻      | ジョナサン・ワイリー                              | 信太晴明 & 松澱典子 | 砂倉そーいち                           |
| アーク島年代記II           | 4巻途絶    | ジョナサン・ワイリー                              | 信太晴明 & 屋久島翔 | 古田進一                               |
| アビス                     | (上下)     | オースン・スコット・カード                        | 南山宏              | -                                      |
| ウインター・ワールド       | 全4巻      | マイケル・スコット・ローハン                      | 木村由利子          | 浅田隆                                 |
| エーリアン・スピードウェイ | 全3巻      | ロジャー・ゼラズニイ他                            | 野田昌宏            | 青井邦夫                               |
| エリン戦記                 | 1巻途絶    | K・フリント                                       | 鎌田三平・浅田圭    | 富士弘                                 |
| ガンダラーラ・サークル     | 1巻途絶    | ランドル・ギャレット & ヴィッキ・アン・ハイドロン | 風見潤              | 田中光                                 |
| 聖龍戦記                   | (上下)     | マイケル・リーヴス & バイロン・ブライス           | 汀一弘              | 大野真実                               |
| ダンジョン・ワールド       | 全3巻      | フィリップ・ホセ・ファーマー他                    | 上村修              | るりあ046（1・2巻）うしだゆうじ（3巻） |
| チェンジウィンド・サーガ   | 1巻途絶    | ジャック・L・チョーカー                           | 野口幸夫            | 加藤洋之&後藤啓介                      |
| ディスクワールド騒動記     | 1巻途絶    | テリー・プラチェット                              | 安田均              | Nikov                                  |
| 電脳惑星                   | 全4巻      | アイザック・アシモフ他                            | 黒丸尚              | 森木靖泰                               |
| ドラッケンフェルズ         | -          | ジャック・ヨーヴィル                              | 安田均 & 笠井道子   | 山田章博                               |
| ミレニアム                 | -          | ジョン・ヴァーリィ                                | 風見潤              | 鏡泰裕                                 |
| 冥界の門                   | 3作7巻途絶 | マーガレット・ワイス&トレイシー・ヒックマン       | 嶋田洋一            | LEO ADVER                              |

### 未刊の作品
- ヴィーナス創造記（アーサー・C・クラーク & P・プロイス著・南山宏訳）
  - 角川文庫Fシリーズの折り込みチラシに1990年6月刊行予定として掲載された。